# Anomiopus smaragdinus
Anomiopus smaragdinus är en skalbaggsart som beskrevs av John Obadiah Westwood 1842. Anomiopus smaragdinus ingår i släktet Anomiopus och familjen bladhorningar. Inga underarter finns listade i Catalogue of Life.